# قافلة (أبو حمص)
قرية قافلة هي إحدى القرى التابعة لمركز أبو حمص في محافظة البحيرة في جمهورية مصر العربية. حسب إحصاءات سنة 2006، بلغ إجمالي السكان في قافلة 24460 نسمة، منهم 12510 رجل و11950 امرأة.

## التاريخ
قرية قافلة من القرى القديمة، حيث وردت باسم «قافلة» في أعمال البحيرة ضمن قرى الروك الصلاحي التي أحصاها ابن مماتي في كتاب قوانين الدواوين، كما وردت باسم «قافلة» في أعمال البحيرة ضمن قرى الروك الناصري التي أحصاها ابن الجيعان في كتاب «التحفة السنية بأسماء البلاد المصرية». وفي العصر العثماني وردت باسم «قافلة» في التربيع العثماني الذي أجراه الوالي العثماني سليمان باشا الخادم في عصر السلطان العثماني سليمان القانوني ضمن قرى ولاية البحيرة، وفي تاريخ 1228هـ/1813م الذي عدّ قرى مصر بعد المسح الذي قام به محمد علي باشا باسم «قافلة» ضمن قرى مديرية البحيرة.